# ProRail
ProRail est l'organisme public néerlandais chargé de la gestion de l'infrastructure ferroviaire nationale, tâches qui comprennent l'installation et l'entretien des lignes du réseau et la gestion de la circulation.
Cet organisme regroupe les structures suivantes, qui préexistaient à sa création  :
- Railinfrabeheer (Gestion et maintenance du réseau, RIB) ;
- Railned (allocation des capacités ferroviaires, les « sillons » : elle programme le trajet plus de 52 heures avant le jour de circulation du train) ;
- Railverkeersleiding (gestion de la circulation).

Les sillons alloués par ProRail sont utilisés par cinq entreprises ferroviaires principales :
- la principale est celle qui effectue le transport de 80 % des passagers par rail : Nederlandse Spoorwegen (NS) ;
- les autres concurrentes de NS sont NoordNed, Syntus et Connexxion, ainsi que DB Regionalbahn Westfalen. Elles perçoivent également des aides de ProRail ;
- la société allemande Railion reçoit quelques allocations pour le transport de fret qu'elle effectue.

Le péage que l'entreprise de transport public doit payer pour l'utilisation de ces sillons  est inférieur au coût réel, mais en augmentation vers ce prix d'équillibre. En 2003, il s'élevait à 64 centimes d'euro par kilomètre parcouru par chaque train et de 0,54 à 2,16 euros par arrêt en gare.